# Thorpe (East Riding of Yorkshire)
Thorpe – osada w Anglii, w hrabstwie East Riding of Yorkshire. Leży 21 km na północny zachód od miasta Hull i 268 km na północ od Londynu.